# ルートロン
ルートロン・エレクトロニクス社（英語：Lutron Electronics Company, Inc.）は、アメリカ・ペンシルベニア州に本社を置く調光器・電動ウィンドートリートメントメーカー。調光システム専業メーカーとしては世界最大の規模を誇る。
日本では100%出資の日本法人、ルートロンアスカ社が総輸入元となる。
1961年、世界で初めて電子式の白熱灯用調光器(位相制御)を開発・製品化し、1974年には蛍光灯調光を世界で初めて製品化した。
現在、17,000種類以上の商品を生産し、世界100カ国以上で販売している。

## 代表的な製品
- Athena
- myRoom XC(ホテル客室向けシステム)
- Sivoia QS(電動ウィンドートリートメントシステム）
- Homeworks
- Energi TriPak
- GRAFIK eye QS
- Quantum
- Energi Savr Node
- LCP-128
- ウォールボックス
- Radio RA2/3
- Caseta
- Vive